# Lalage fimbriata
Lalage fimbriata là một loài chim trong họ Campephagidae.